# Ari Vatanen
Ari Pieti Uolevi Vatanen (ur. 27 kwietnia 1952 w Tuupovaara) – fiński kierowca rajdowy i polityk.

## Życiorys
Zawodowy kierowca rajdowy, w 1981 został pierwszym rajdowym mistrzem świata, który startował w prywatnym zespole. Jeździł samochodem Peugeot 205. W 1983 jako kierowca Opla Ascony 400 wygrał Rajd Safari w zespole Rothmans International. W 1985 podczas Rajdu Argentyny uległ ciężkiemu wypadkowi. Czterokrotnie wygrywał Rajd Paryż-Dakar (1987, 1989, 1990 i 1991).
Po zakończeniu kariery sportowej osiedlił się we Francji, gdzie nabył gospodarstwo rolne i winiarnię. W 1999 z ramienia Partii Koalicji Narodowej został jednym z fińskich posłów do Parlamentu Europejskiego V kadencji. W 2004 z powodzeniem ubiegał się o reelekcję, tym razem kandydując we Francji z listy Unii na rzecz Ruchu Ludowego. W PE zasiadał do 2009, będąc m.in. członkiem frakcji chadeckiej i Komisji Spraw Zagranicznych. Również w 2009 ubiegał się o prezydenturę w Międzynarodowej Federacji Samochodowej, przegrywające z Jeanem Todtem.

## Wygrane rajdy w WRC
| Nr | Rajd                  | Sezon | Pilot          | Samochód             |
| -- | --------------------- | ----- | -------------- | -------------------- |
| 1  | 27. Rajd Akropolu     | 1980  | David Richards | Ford Escort RS1800   |
| 2  | 28. Rajd Akropolu     | 1981  | David Richards | Ford Escort RS1800   |
| 3  | 3. Rajd Brazylii      | 1981  | David Richards | Ford Escort RS1800   |
| 4  | 31. Rajd 1000 jezior  | 1981  | David Richards | Ford Escort RS1800   |
| 5  | 31. Rajd Safari       | 1983  | Terry Harryman | Opel Ascona 400      |
| 6  | 34. Rajd 1000 jezior  | 1984  | Terry Harryman | Peugeot 205 T16      |
| 7  | 26. Rajd San Remo     | 1984  | Terry Harryman | Peugeot 205 Turbo 16 |
| 8  | 33. Lombard RAC Rally | 1984  | Terry Harryman | Peugeot 205 Turbo 16 |
| 9  | 53. Rajd Monte Carlo  | 1985  | Terry Harryman | Peugeot 205 Turbo 16 |
| 10 | 35. Rajd Szwecji      | 1985  | Terry Harryman | Peugeot 205 Turbo 16 |